# 1550 Tito
Tito (asteroide 1550) é um asteroide da cintura principal, a 1,7500851 UA. Possui uma excentricidade de 0,3122618 e um período orbital de 1 482,67 dias (4,06 anos).
Tito tem uma velocidade orbital média de 18,67130785 km/s e uma inclinação de 8,85924º.
Este asteroide foi descoberto em 29 de Novembro de 1937 por Milorad Protić.